# Westerlund 1-26
Westerlund 1-26 (también conocida como Westerlund 1 BKS A o Westerlund 1 BKS AS, a veces abreviada como W26 y W1-26; abreviatura estándar Wd 1-26) es una estrella hipergigante roja que se encuentra dentro del cúmulo estelar Westerlund 1. Es una de las estrellas más grandes conocidas. Tiene aproximadamente 2544 radios solares en su máxima estimación así que posiblemente sea 1530 Radios Solares. Fue descubierta por el astrónomo Bengt Westerlund en 1961.

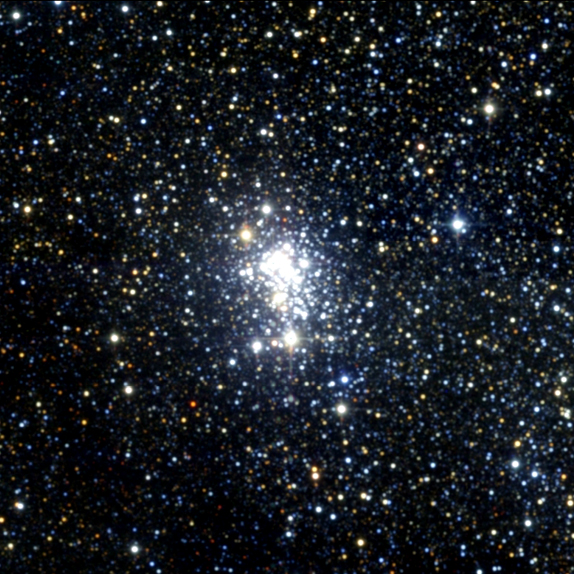
El cúmulo de estrellas estelar Westerlund 1 a luz visible.

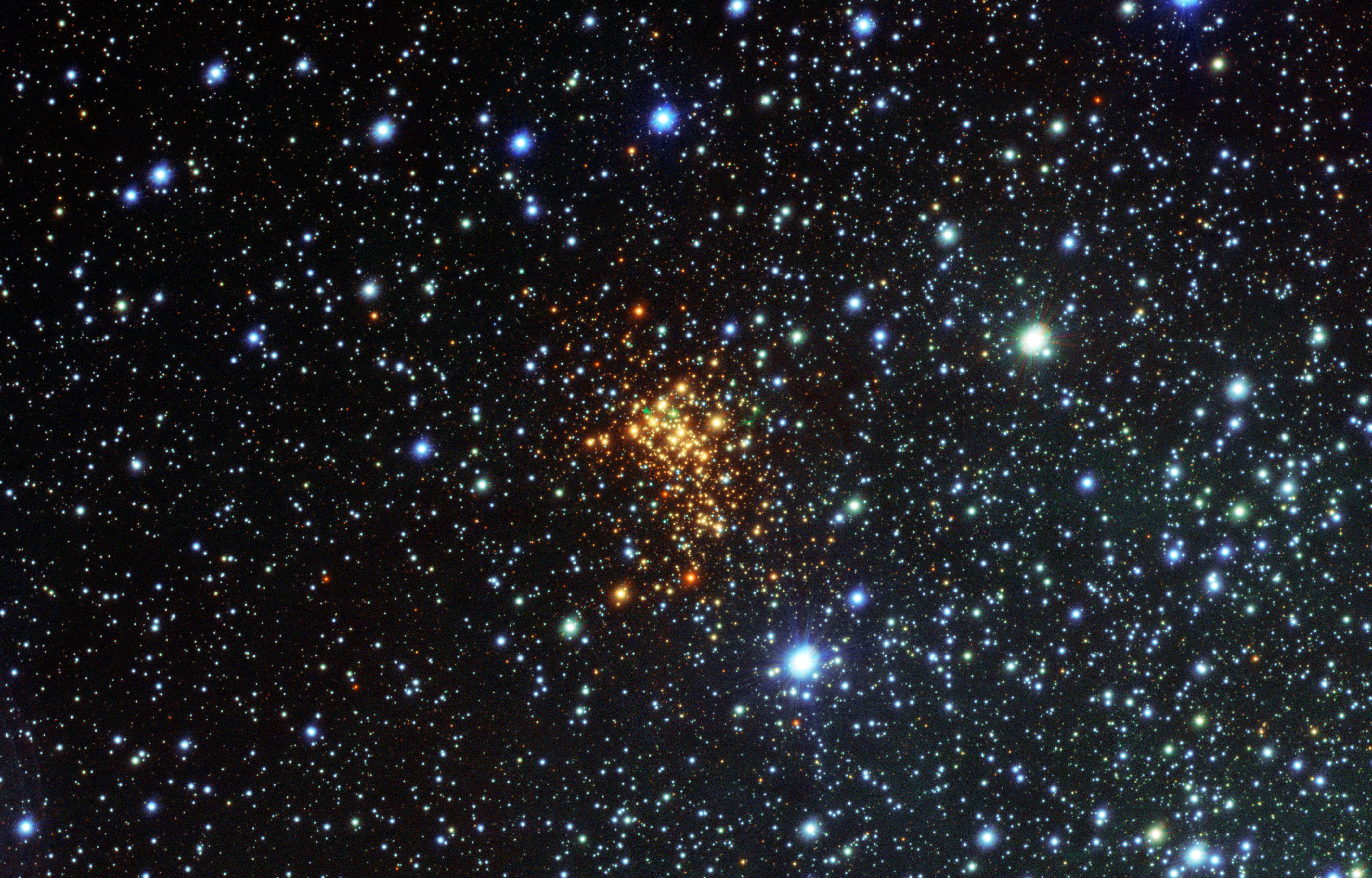
Imagen en colores falsos de Westerlund 1.

Desde su descubrimiento, Westerlund 1-26 ha sido conocida como una poderosa fuente de ondas de radio. Sus propiedades físicas no se conocen bien, debido a la distancia interestelar entre la Tierra y el cúmulo. Su fuerte emisión de radio conduce a diferentes estimaciones de su tamaño. Pero estimaciones precisas dan un radio dentro entre los 1500 radios solares. Sin embargo, cuando se tomó este tipo de escala, los primeros cálculos le tomaron un radio aproximado de 2500 radios solares.
Westerlund 1-26 se clasifica como hipergigante luminosa, ocupando la esquina superior derecha del diagrama Hertzsprung-Russell. Con una temperatura en su superficie aproximadamente de unos 3000 K, es una hipergigante relativamente joven, emitiendo principalmente energía infrarroja del espectro. También muestra una enorme pérdida de masa de material considerable, lo que sugiere que puede evolucionar en una estrella Wolf-Rayet.
Westerlund 1-26 se ha visto como una estrella que cambia su tipo de espectro durante varios períodos, pero no se ha visto cambiar su luminosidad, a diferencia de otras estrellas. Una posibilidad es que la desaparición del polvo solo pasa por una longitud de onda en particular en el espectro, lo que permite que solo el color que es visible sea visible por períodos mientras que dicho brillo desaparece cuando este queda bloqueado. Pero si no cambia su luminosidad, será la primera estrella variable descubierta de su tipo.
En octubre de 2013, los astrónomos usando el Observatorio Telescópico Gigante Europeo Austral (VST) descubrieron que Westerlund 1-26 está rodeada por una nube brillante ionizada de hidrógeno. Esta es la primera "nebulosa ionizada" que se ha descubierto alrededor de una estrella gigante roja. La nebulosa se extiende 1,3 parsecs alrededor de la estrella y contiene un material considerable, con una temperatura de 800 K. Por extraña que parezca, la nebulosa es muy similar a la de Sanduleak -69° 202a antes de que explotase como la SN 1987A.